# Platyarthrus dobrogicus
Platyarthrus dobrogicus är en kräftdjursart som beskrevs av Radu1951. Platyarthrus dobrogicus ingår i släktet Platyarthrus och familjen myrbogråsuggor. Inga underarter finns listade i Catalogue of Life.